# Thulhaadhoo
Thulhaadhoo is een van de bewoonde eilanden van het Baa-atol behorende tot de Maldiven.

## Demografie
Thulhaadhoo telt (stand maart 2007) 1207 vrouwen en 1315 mannen.